# Masaki Saito
Masaki Saito (齋藤 将基 Saito Masaki?), född 23 juni 1980 i Saitama prefektur, är en japansk före detta fotbollsspelare.
Saito började sin karriär 2001 i Monte Azul. Efter Monte Azul spelade han för Shizuoka FC, Tokyo Verdy, Okinawa Kariyushi FC, SC Sagamihara och Zweigen Kanazawa. Han avslutade karriären 2013.